# Slalomvärldsmästerskapen i kanotsport 1995
Slalomvärldsmästerskapen i kanotsport 1995 anordnades i Nottingham, Storbritannien. 

## Medaljsummering

### Medaljtabell
| Pl.    | Nation         | Guld | Silver | Brons | Totalt |
| ------ | -------------- | ---- | ------ | ----- | ------ |
| 1      | Tyskland       | 3    | 1      | 3     | 7      |
| 2      | Frankrike      | 1    | 3      | 1     | 5      |
| 3      | Storbritannien | 1    | 1      | 1     | 3      |
| 4      | USA            | 1    | 1      | 0     | 2      |
| 5      | Tjeckien       | 1    | 0      | 1     | 2      |
| 6      | Polen          | 1    | 0      | 0     | 1      |
| 7      | Kroatien       | 0    | 1      | 0     | 1      |
| 7      | Slovenien      | 0    | 1      | 0     | 1      |
| 9      | Slovakien      | 0    | 0      | 2     | 2      |
| Totalt | Totalt         | 8    | 8      | 8     | 24     |

### Herrar
| Gren    | Guld                                                                                                 | Poäng  | Silver                                                                                                 | Poäng  | Brons                                                                                                  | Poäng  |
| C-1     | David Hearn (USA)                                                                                    | 134,86 | Sören Kaufmann (GER)                                                                                   | 135,72 | Michal Martikán (SVK)                                                                                  | 135,97 |
| C-1 lag | Tyskland Vitus Husek Sören Kaufmann Martin Lang                                                      | 166,05 | Kroatien Danko Herceg Zlatko Sedlar Stjepan Perestegi                                                  | 171,25 | Slovakien Michal Martikán Juraj Minčík Juraj Ontko                                                     | 173,23 |
| C-2     | Polen Krzysztof Kołomański Michał Staniszewski                                                       | 138,61 | Frankrike Frank Adisson Wilfrid Forgues                                                                | 139,09 | Frankrike Eric Biau Bertrand Daille                                                                    | 140,25 |
| C-2 lag | Tjeckien Jiří Rohan & Miroslav Šimek Petr Štercl & Pavel Štercl Jaroslav Pospíšil & Jaroslav Pollert | 178,87 | Frankrike Emmanuel del Rey & Thierry Saidi Frank Adisson & Wilfrid Forgues Eric Biau & Bertrand Daille | 186,05 | Tyskland Michael Trummer & Manfred Berro Rüdiger Hübbers & Udo Raumann Andre Ehrenberg & Michael Senft | 187,85 |
| K-1     | Oliver Fix (GER)                                                                                     | 125,72 | Scott Shipley (USA)                                                                                    | 127,09 | Jiří Prskavec (CZE)                                                                                    | 127,47 |
| K-1 lag | Tyskland Jochen Lettmann Thomas Becker Oliver Fix                                                    | 145,27 | Slovenien Fedja Marušič Marjan Štrukelj Andraž Vehovar                                                 | 152,31 | Storbritannien Andrew Raspin Shaun Pearce Ian Raspin                                                   | 153,41 |

### Damer
| Gren    | Guld                                                        | Poäng  | Silver                                                    | Poäng  | Brons                                                         | Poäng  |
| K-1     | Lynn Simpson (GBR)                                          | 140,81 | Anne Boixel (FRA)                                         | 142,32 | Kordula Striepecke (GER)                                      | 143,61 |
| K-1 lag | Frankrike Anne Boixel Myriam Fox-Jerusalmi Isabelle Despres | 175,82 | Storbritannien Lynn Simpson Rachel Crosbee Heather Corrie | 180,64 | Tyskland Evi Huss Elisabeth Micheler-Jones Kordula Striepecke | 182,33 |